# Suncus hututsi
Suncus hututsi — вид родини мідицевих.

## Опис
Цей темний лісовий вид менший, ніж Suncus infiniresimus і трохи більший, ніж Suncus remyi. Спинний колір чорно-сірий, ледве світліший знизу. Хвіст довгий (28—33 мм), з щетинистим волоссям, розкиданим на приблизно 50% його довжини. Бічні залози самця відзначені купками темного волосся. Верхня щелепа широка. Верхній третій моляр дуже великий і добре розвинений.

## Поширення
Голотип походить з Бурунді.